# Waleska (imię)
Waleska – imię żeńskie inspirowane niemieckim/łacińskim imieniem Valeria, jako zdrobnienie.
Imię traci w Polsce popularność, która nie była wielka. W drugiej połowie XX wieku nadano je około 10 razy. W 2001 imię Waleska nosiło 1475 kobiet, głównie na Śląsku (800 użytkowniczek). Natomiast w styczniu 2024, wśród publicznie dostępnych danych rejestru PESEL, dotyczących osób żyjących, wykazano 175 kobiet o imieniu Waleska nadanym jako imię pierwsze. 
Valeska imieniny obchodzi na Łotwie 9 czerwca.

## W kulturze
- Waleska to imię legendarnej założycielki Kłodzka,
- W USA znajduje się miejscowość o nazwie Waleska.